# Поджо-Берни
Поджо-Берни (итал. Poggio Berni) —  коммуна в Италии, располагается в регионе Эмилия-Романья, подчиняется административному центру Римини.
Население составляет 2907 человек, плотность населения составляет 264 чел./км². Занимает площадь 11 км². Почтовый индекс — 47030. Телефонный код — 0541.
Покровителем коммуны почитается святой Георгий, празднование 23 апреля.